# Côte des Ajoncs
 (mai 2024).
Si vous disposez d'ouvrages ou d'articles de référence ou si vous connaissez des sites web de qualité traitant du thème abordé ici, merci de compléter l'article en donnant les références utiles à sa vérifiabilité et en les liant à la section « Notes et références ».
 (mai 2024).

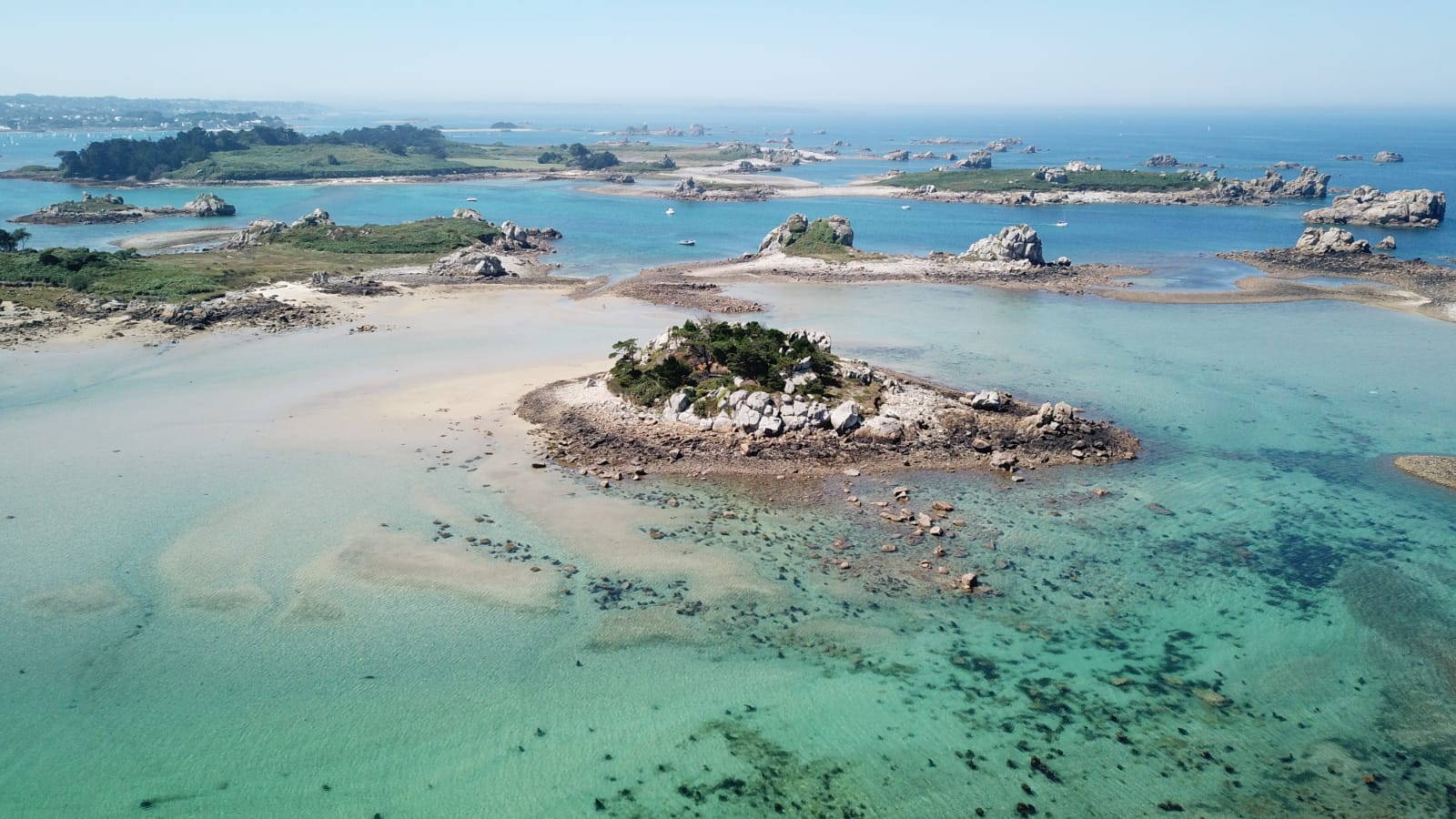
Îles de Buguélès sur la Côte des Ajoncs

La Côte des Ajoncs désigne une frange littorale des Côtes-d'Armor, en France. Mesurant environ 30 kilomètres, elle se situe entre Perros-Guirec et l'embouchure du Jaudy, dans le pays historique du Trégor.
Pays de landes sauvages et de granite, elle tient son nom des ajoncs, une plante dorée tapissant ses paysages.

## Géographie

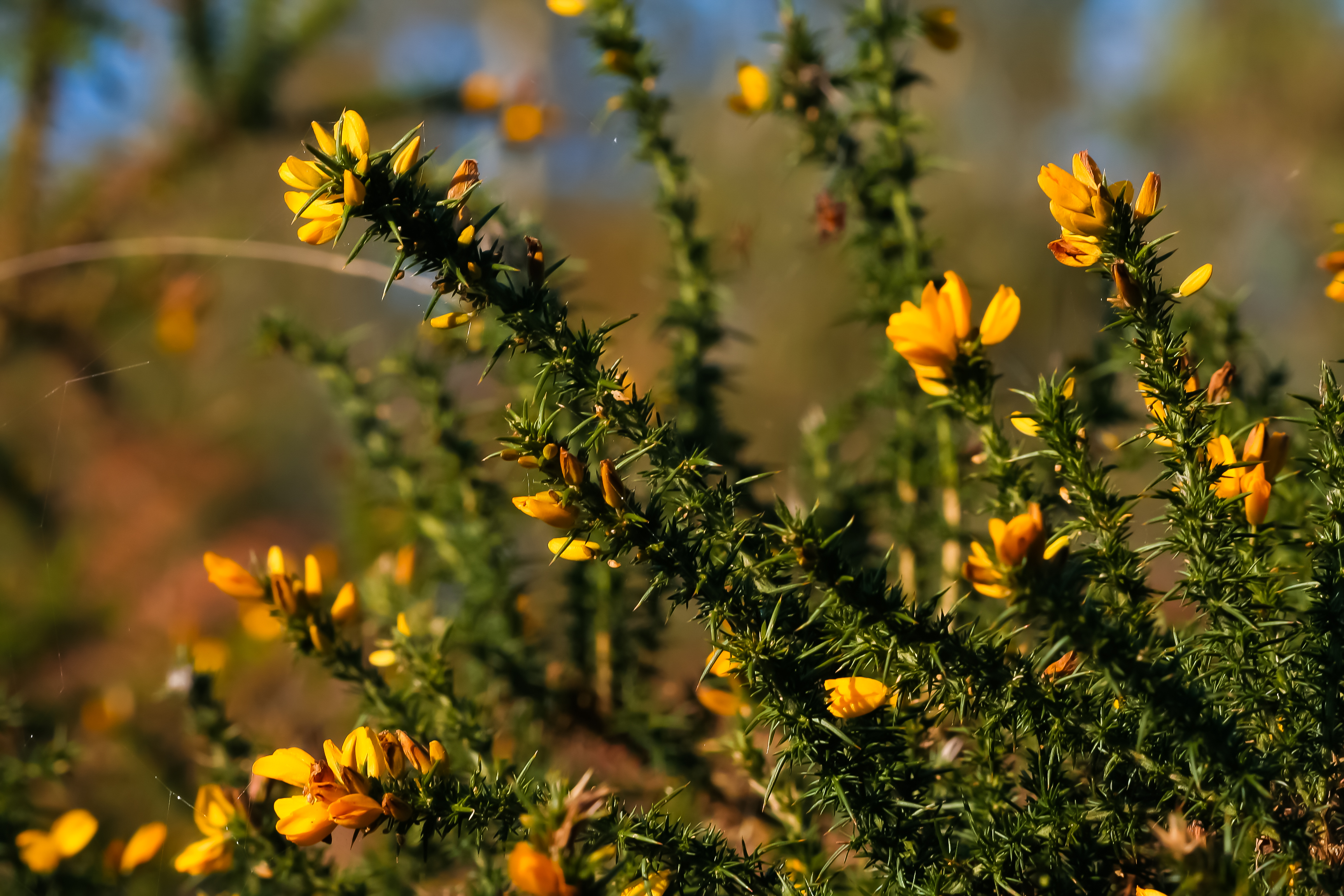
Ajoncs ou genêts dorés

La côte des Ajoncs se caractérise par ses côtes déchiquetées. C'est un fragment spécifique du paysage breton, caractéristique du Trégor, où se mêlent îlots sauvages, imposants rochers de granite et épaisses forêts de pins.
Ainsi, au rythme des marées, la Côte des Ajoncs offre une succession de grèves et de pointes déchiquetées, de plages abritées, de criques paisibles et d'îlots rocheux.
Le littoral est relié par le sentier côtier, fréquenté par les randonneurs itinérants sur le GR34 de Paimpol à Perros-Guirec, mais aussi par les amateurs de paysages sauvages.

### Flore
Les ajoncs étant particulièrement résistants aux vents et aux embruns, ils se retrouvent un peu partout le long du littoral trégorrois. Ils protègent les sols pauvres de l’érosion et créent, grâce à la densité de leurs buissons épineux, des barrières naturelles quasi-infranchissables.

### Patrimoine naturel
- Les îles de Buguélès : chapelet d'îlots s'étendant de Port-Blanc à Buguélès, sur la commune de Penvenan. Ce sont des petites îles sauvages au large, pour la grande majorité boisées et au relief marqué par quelques pitons granitiques. Certaines sont reliées les unes aux autres par des cordons de galets.On dénombre ainsi dix îles principales ,dont l'île Illiec, auxquelles on peut rajouter une multitude d'îlots plus ou moins importants. Formant une côte particulièrement découpée, certains marins qualifient cette zone de navigation particulièrement accidentée de "chaos granitique".
- Pors Scaff : sur la côte sauvage et découpée de Plougrescant, Pors Scaff présente des paysages de landes et de roches qui se renouvellent sans cesse au gré des marées et de la luminosité. Ici et là les rochers prennent parfois des formes évocatrices telles une bretonne, un sous-marin, le chapeau de napoléon ou encore un couple d'amoureux face au soleil couchant. Ces paysages ont d'ailleurs servi de décors pour le film "un long dimanche de fiançailles"[1]

- Le site du "Gouffre" ou Castel Meur : connu pour la "carte postale"[2] de sa petite maison traditionnelle bretonne entourée de deux énormes rochers : c'est un site exceptionnel, du point de vue géologique, car les deux gigantesques "tombolos" sont le fruit d'un phénomène géomorphologique rare, et le paysage actuel s'est formé au fil du temps sous l’action de la houle et des courants.

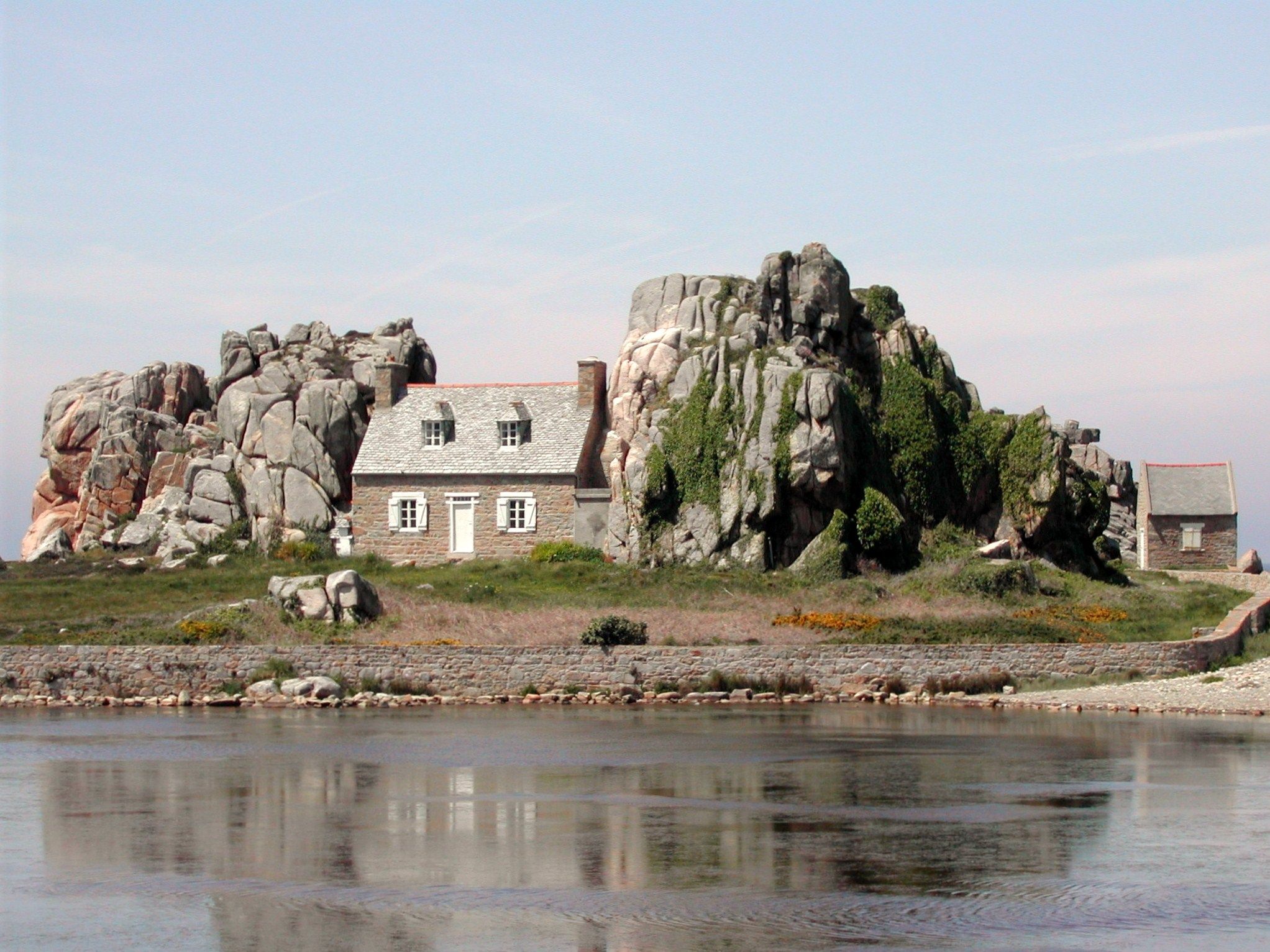
Le site du Gouffre, ou Castel Meur

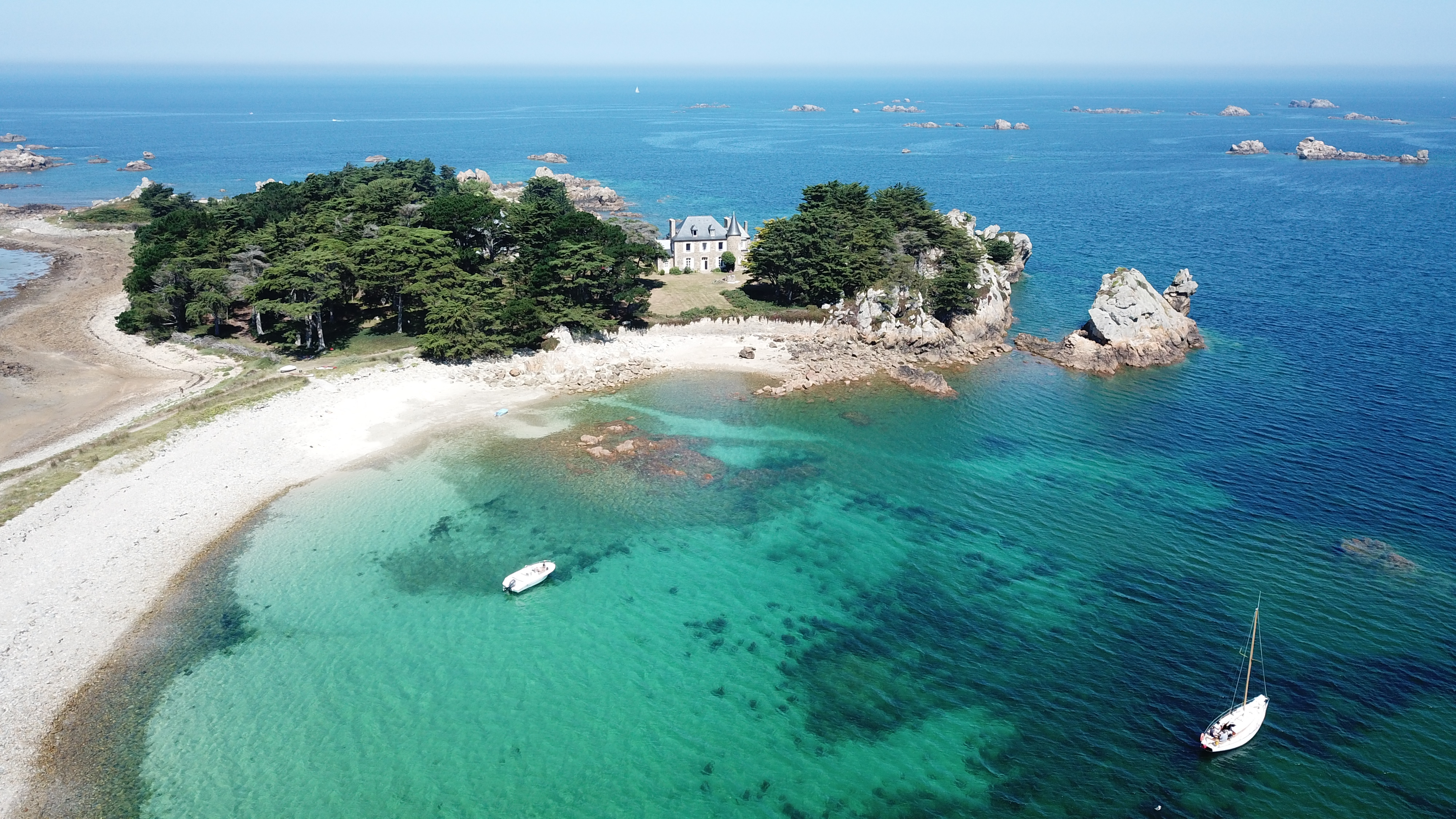
Île Illiec à Buguélès

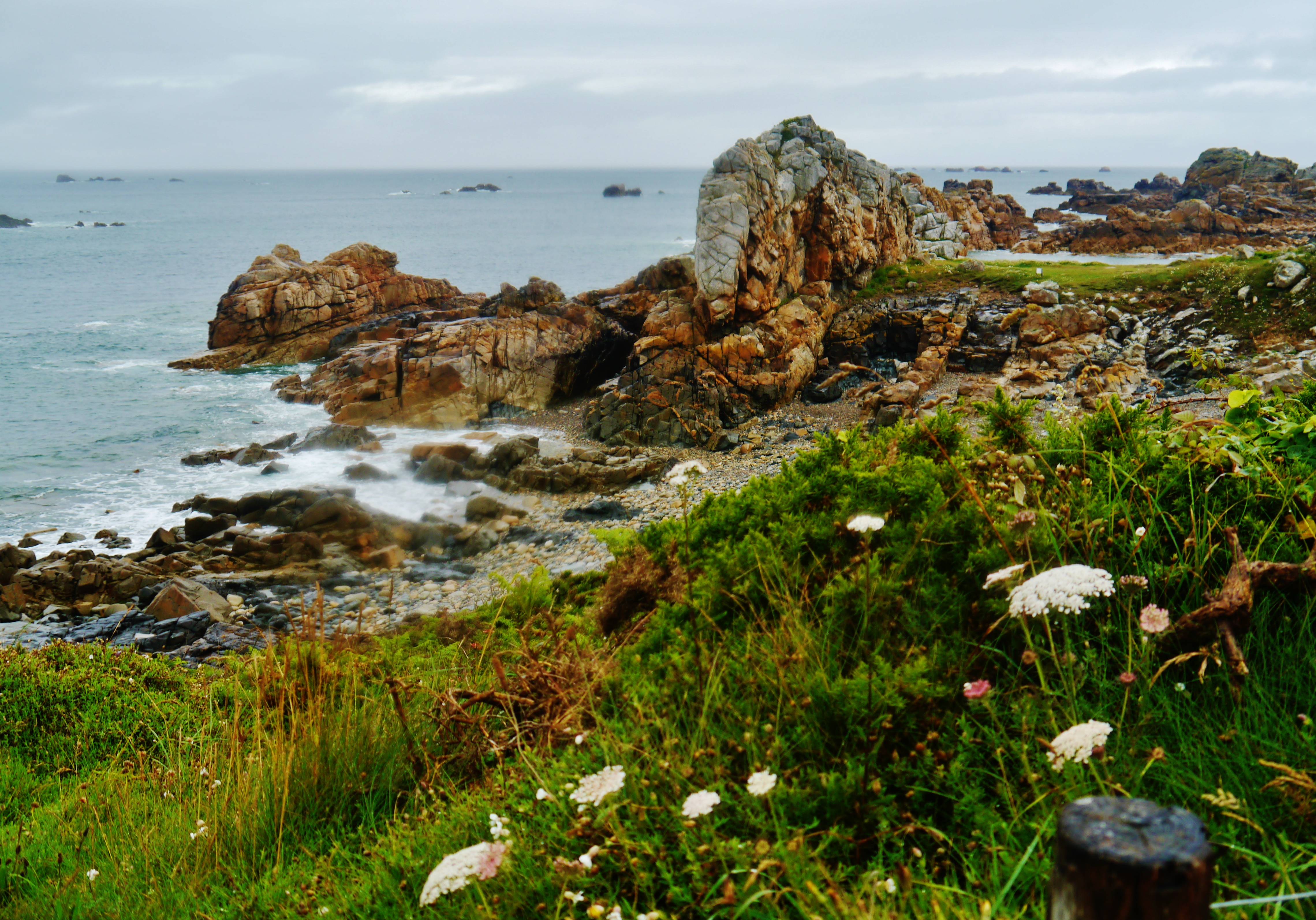
Sentier des douaniers à Pors Scaff

### Lieux et monuments
- Tréguier et son estuaire : enlacée par le Jaudy et le Guindy, toute l’histoire de la petite cité de caractère de Tréguier se décline à travers ses rues, ses ruelles, et ses jardins cachés, dévoilés par les portes cochères entrebâillées. Spectaculaire cathédrale gothique, ruelles et maisons à pans de bois comptent parmi les éléments caractéristiques de cette ancienne cité épiscopale. Sous la protection de la flèche de la cathédrale où officia le célèbre Saint-Yves, des maisons à pans de bois témoignent de l'intense rayonnement intellectuel et artistique de la ville.

- La chapelle Saint-Gonery à Plougrescant : La chappelle présente un clocher asymétrique ainsi qu'un environnement bien préservé, qui comprend enclos, ifs, chaire à prêcher, calvaire, ainsi que son mobilier et sa décoration intérieure.
- La chapelle Notre-Dame de Port-Blanc : chapelle à demi-enterrée, datant du XVIe siècle. Elle est bâtie sur les fondations d’une tour de guet du XIIIe siècle. La chapelle est classée au titre des monuments historiques en 1936 (escalier extérieur) et 1968 (chapelle, calvaire et enceinte du cimetière). Le célèbre écrivain local, Anatole Le Braz, a dit d'elle: "elle ne s'érige pas, elle se prosterne".
- Le moulin à marée de Buguélès : les traces d'un premier moulin, situé à l'emplacement du site actuel, entre les îles Balanec, Ozac'h et l'île Illiec apparaissent à la fin du XVIe siècle. Édifié par le Seigneur de Kersalio de Plougrescant, il aurait été en fonctionnement jusqu'au milieu du XVIIIe siècle, avant d'être détruit. Les archives témoignent de la reconstruction, en 1837, d'un nouveau moulin sur le site de l'ancien. Ozou, un armateur et commerçant de Tréguier, aurait décidé de cette reconstruction. Le moulin est un des rares à être composé de deux digues distinctes, l'une rattachée au sillon de galets d'Illiec et acceptant l'eau à marée basse, l'autre adjointe directement au moulin et libérant l'eau à marée descendante. L'étang créé par l'enfermement du site (îles et digues) se remplit ou se vide donc en fonction des marées.

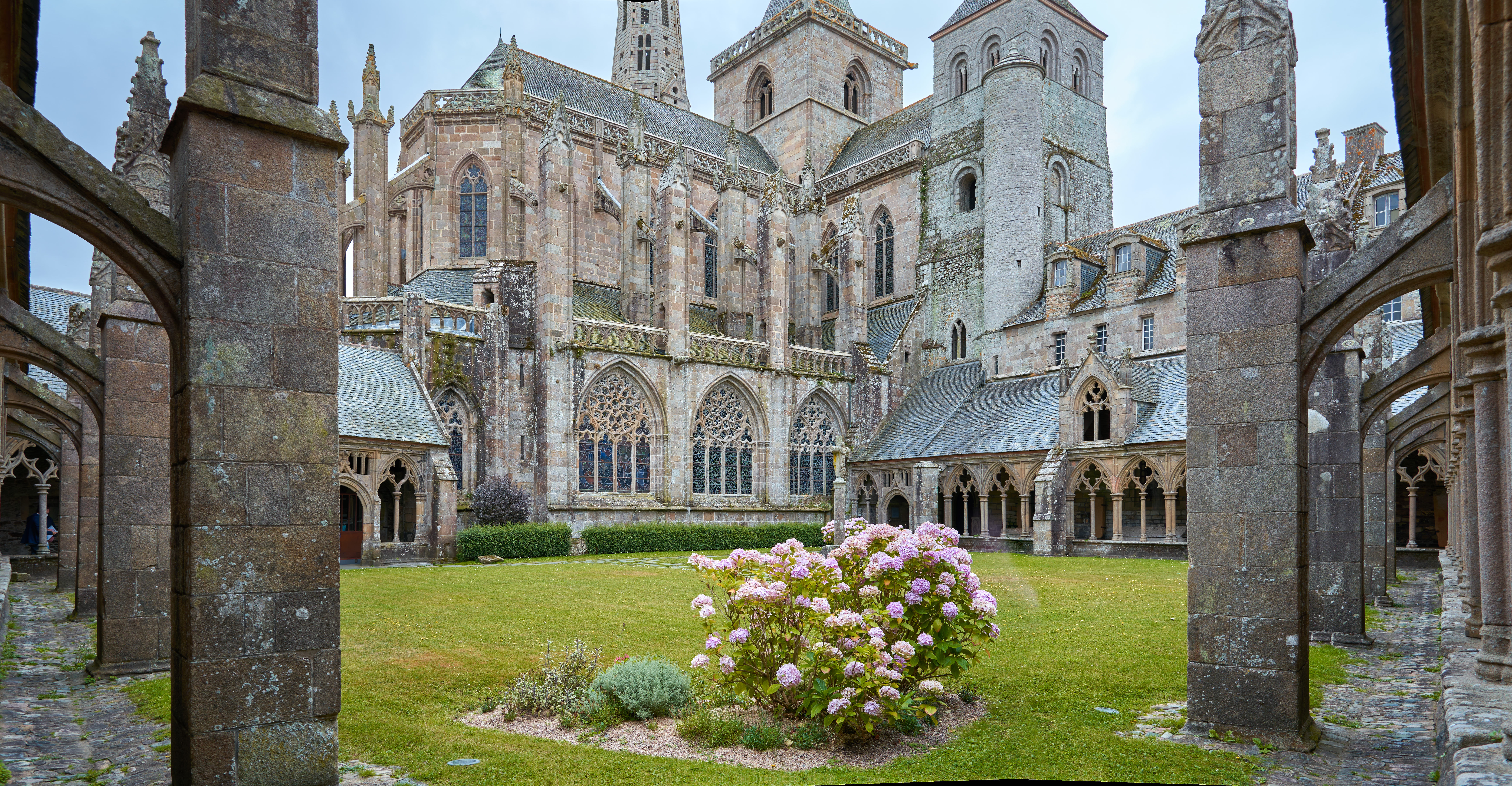
Le cloître de la Cathédrale à Tréguier

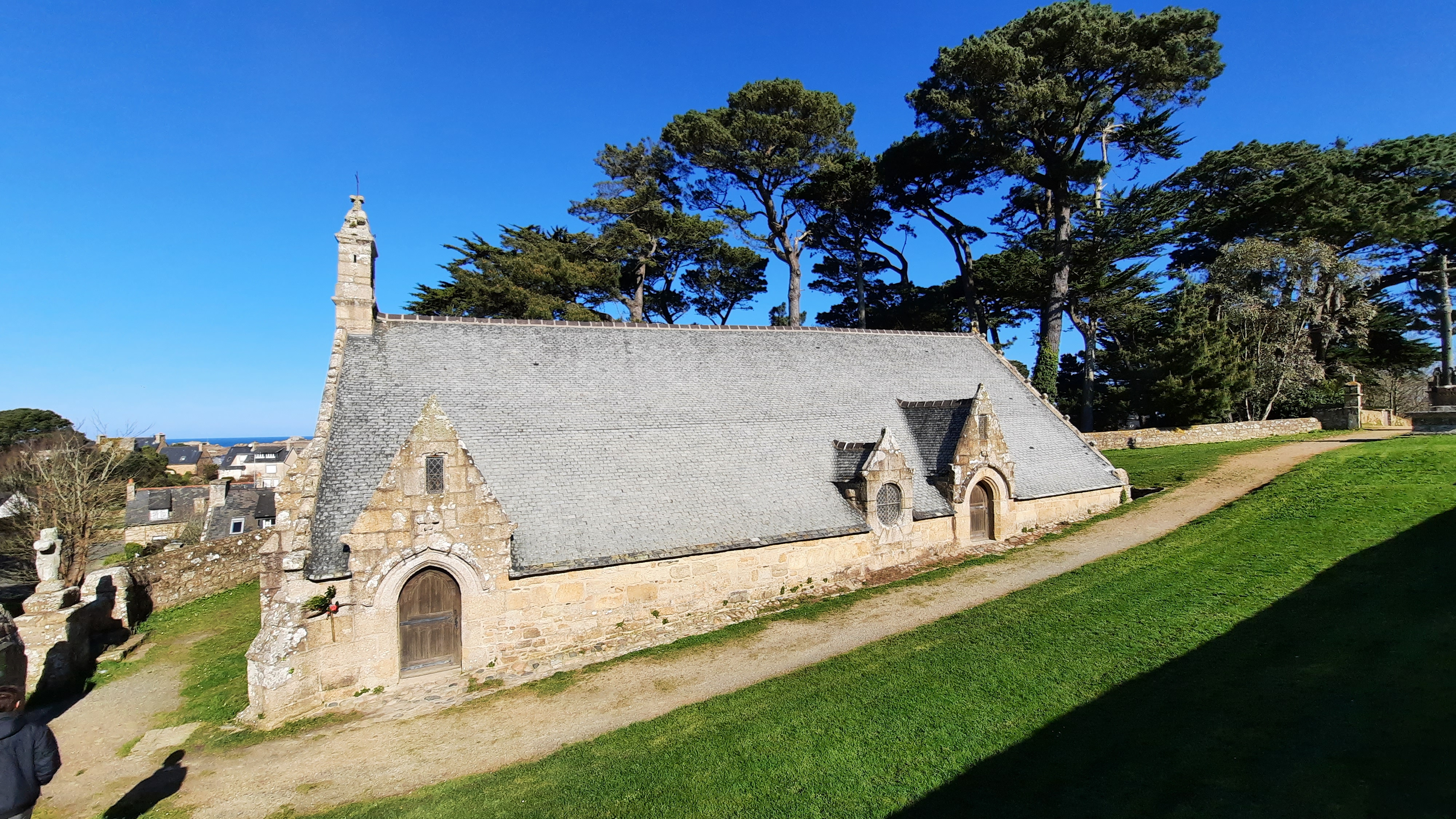
Chapelle de Port-Blanc

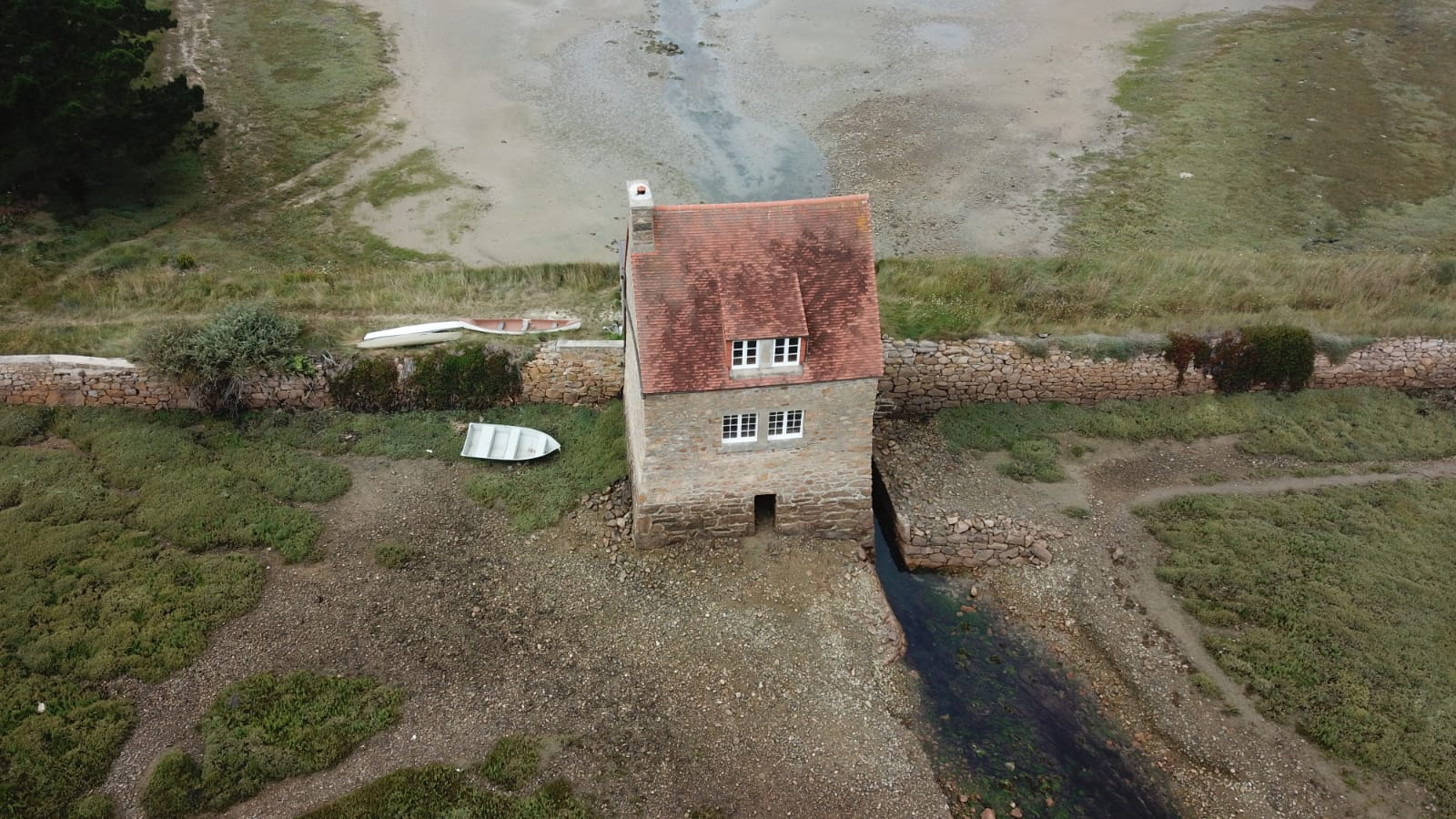
Moulin à marée de Buguélès

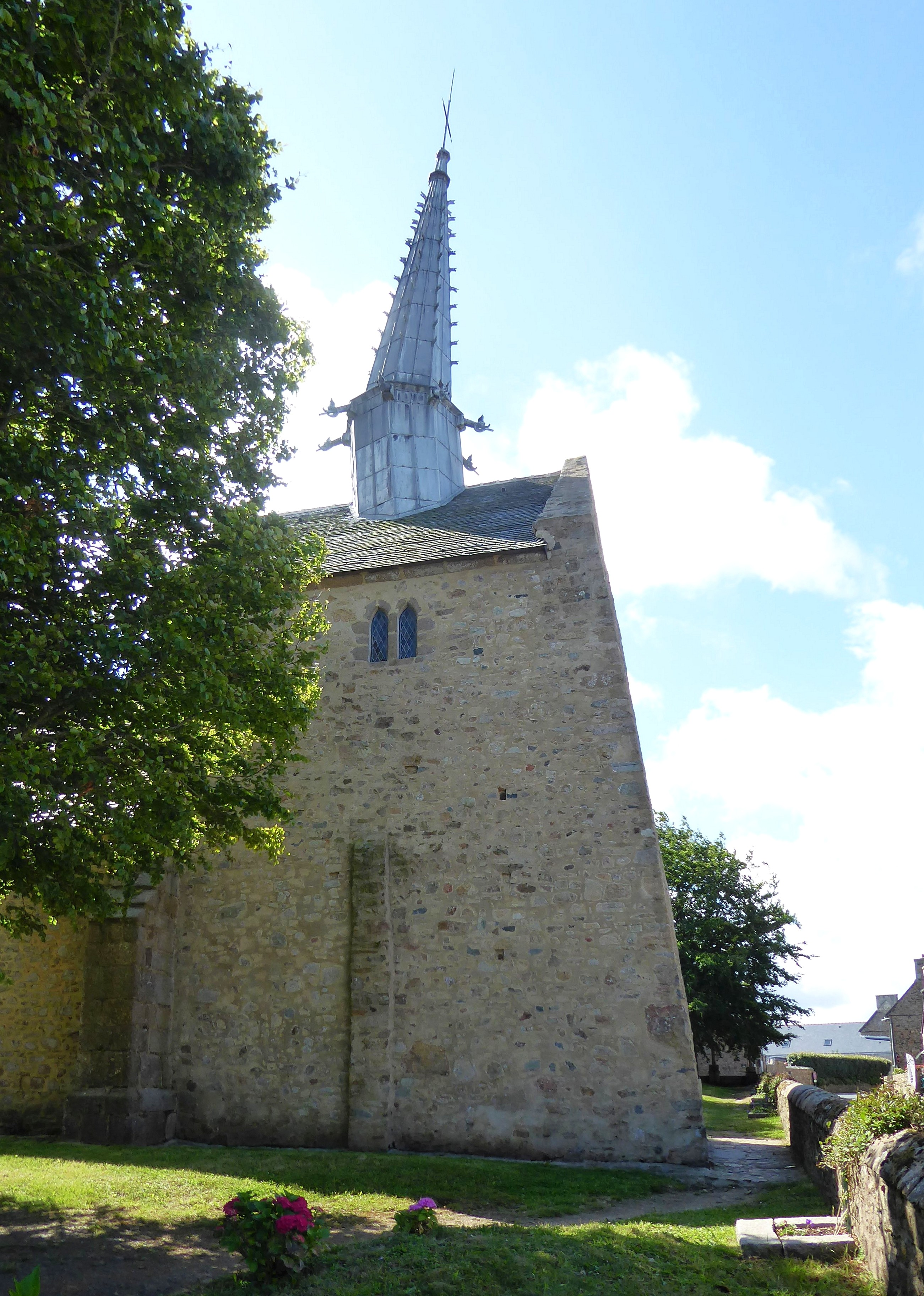
Chapelle Saint-Gonéry